# Roe Glacier
Roe Glacier är en glaciär i Antarktis. Den ligger i Västantarktis. Nya Zeeland gör anspråk på området. Roe Glacier ligger 452 meter över havet.
Terrängen runt Roe Glacier är huvudsakligen kuperad, men åt nordväst är den platt. Trakten är obefolkad. Det finns inga samhällen i närheten.